# Calophasia barthae
Calophasia barthae là một loài bướm đêm thuộc họ Noctuidae. Loài này có ở phần phía nam của Balkan, Thổ Nhĩ Kỳ và Trung Đông.
Con trưởng thành bay vào tháng 3. Có một lứa một năm.